# پیتر لیندبرگ
پیتر لیندبرگ (انگلیسی: Peter Lindbergh؛ زادهٔ ۲۳ نوامبر ۱۹۴۴) عکاس اهل آلمان بود. وی در تاریخ ٣ سپتامبر ٢۰۱٩ در ٧۴ سالگی درگذشت.
لیندبرگ بیشتر در زمینه عکاسی مد و لباس فعالیت داشت. از فیلم‌ها یا برنامه‌های تلویزیونی که وی در آن نقش داشته‌است می‌توان به فیلمبرداری در پالرمو اشاره کرد.